# Copa Italia Serie D
La Copa Italia Serie D es un torneo de copa de fútbol a nivel de clubes de Italia en la que juegan los equipos de la Serie D, la cuarta división nacional. El torneo se juega desde 1999 y anteriormente los equipos de la Serie D jugaban en la Copa Italiana Aficionada contra los equipos de la Eccellenza y la Promozione.
El torneo se juega con un sistema de eliminación directa ida y vuelta y actualmente no ha habido un equipo que haya sido campeón en más de una ocasión.

## Ediciones anteriores
- 1999–2000 – Castrense
- 2000–01 – Todi
- 2001–02 – Pievigina
- 2002–03 – Sansovino
- 2003–04 – Juve Stabia
- 2004–05 – U.S.O. Calcio
- 2005–06 – Sorrento
- 2006–07 – Aversa Normanna
- 2007–08 – Como
- 2008–09 – Sapri
- 2009–10 – Matera
- 2010–11 – Perugia
- 2011–12 – Sant'Antonio Abate
- 2012–13 – Torre Neapolis
- 2013–14 – Pomigliano
- 2014–15 – Monopoli
- 2015–16 – Fondi
- 2016–17 – Chieri
- 2017–18 – Campodarsego
- 2018–19 – Matelica
- 2019–20 – Folgore Caratese

## Títulos por Región
| Región     | Títulos | Años                                                                        |
| ---------- | ------- | --------------------------------------------------------------------------- |
| Campania   | 7       | 2003-2004, 2005-2006, 2006-2007, 2008-2009, 2011-2012, 2012-2013, 2013-2014 |
| Lombardia  | 2       | 2004-2005, 2007-2008                                                        |
| Umbria     | 2       | 2000-2001, 2010-2011                                                        |
| Lazio      | 2       | 1999-2000, 2015-2016                                                        |
| Veneto     | 2       | 2001-2002, 2017-2018                                                        |
| Toscana    | 1       | 2002-2003                                                                   |
| Basilicata | 1       | 2009-2010                                                                   |
| Apulia     | 1       | 2014-2015                                                                   |
| Piamonte   | 1       | 2016-2017                                                                   |
| Marche     | 1       | 2018-2019                                                                   |